# Ophiorrhiza wui
Ophiorrhiza wui là một loài thực vật có hoa trong họ Thiến thảo. Loài này được H.S.Lo mô tả khoa học đầu tiên năm 1990.